# Piane alla Sughera
Die Nekropole auf der Piane alla Sughera (auch Piana alla Sughera) liegt auf dem Plateau oberhalb von Seccheto, im Stadtgebiet von Campo nell’Elba auf der italienischen Insel Elba. 
Auf dem Gelände befinden sich einige Kreisgräber (italienisch Tomba a circolo) mit Markierungsmenhiren sowie kleine Gruppen dichter Steinsetzungen. Der Komplex lässt sich auf die sardinische Ozieri-Kultur zurückführen. In der Nähe befinden sich die archäologischen Stätten Lo Spino, Pietra Murata und Sassi Ritti. 